# Гонтарь, Константин Михайлович
Константи́н Миха́йлович Гонта́рь (5 марта 1921, Краснодар — 22 мая 2003, Москва) — Герой Советского Союза (1944), подполковник (1949).

## Биография
Родился 5 марта 1921 года в Краснодаре. С ноября 1921 года жил в городе Сухуми (Абхазия). В 1938 году окончил 10 классов школы.
В армии с июля 1938 года. В 1939 году окончил Казанское пехотное училище.
Участник советско-финской войны: в январе-марте 1940 — командир взвода 135-го стрелкового полка.
В июне 1940 года в составе 201-й воздушно-десантной бригады участвовал в присоединении Бессарабии. В августе 1940 года окончил курсы усовершенствования офицерского состава десантных войск Ленинградского военного округа. Служил командиром роты в пехоте (в Ленинградском военном округе).
Участник Великой Отечественной войны: в июне 1941 — октябре 1944 — командир роты, помощник начальника штаба полка, заместитель командира и командир батальона 95-го стрелкового полка (Северный и Карельский фронты). Участвовал в оборонительных боях на мурманском направлении и Петсамо-Киркенесской операции. За время войны был дважды контужен (20 декабря 1942 и 23 февраля 1943) и четыре раза ранен (24 сентября 1941 — в ногу, 15 августа 1942 — в руку, 24 октября 1944 — в ногу и голову).
Особо отличился в ходе Петсамо-Киркенесской операции. 15 октября 1944 года батальон под его командованием первым в полку форсировал реку Петсамойоки (Печенга), закрепился на плацдарме, а затем участвовал в штурме посёлка Петсамо (ныне — посёлок Печенга Мурманской области). 24 октября 1944 года на подступах к городу Киркенес (Норвегия) его батальон отразил несколько контратак противника и нанёс ему значительный урон. В бою был ранен в ногу, но продолжал командовать батальоном, который на подручных средствах форсировал залив Бёк-фьорд и обеспечил переправу основных сил. Был тяжело ранен в голову (четвёртый раз за войну) и отправлен в московский госпиталь, где пробыл до июня 1945 года.
За мужество и героизм, проявленные в боях, указом Президиума Верховного Совета СССР № 5324 от 2 ноября 1944 года майору Гонтарю Константину Михайловичу присвоено звание Героя Советского Союза с вручением ордена Ленина и медали «Золотая Звезда».
В августе 1945 — декабре 1948 года — инспектор и старший инспектор отдела всеобщего военного обучения Московского военного округа. С марта 1949 года — преподаватель и старший преподаватель общевойсковой подготовки военной кафедры Московского автомеханического института. В 1950 году окончил 3 курса Всесоюзного заочного юридического института. С сентября 1957 года подполковник К. М. Гонтарь — в запасе.
В 1960—1968 годах работал инженером и начальником отдела кадров в НИИ автоприборов, затем — начальником учебного пункта гражданской обороны.
Жил в Москве. Умер 22 мая 2003 года. Похоронен на Хованском кладбище в Москве.

## Награды и звания
- Герой Советского Союза (2.11.1944);
- орден Ленина (2.11.1944)[1];
- орден Красного Знамени (27.12.1941)[1];
- орден Отечественной войны 1-й степени (11.03.1985)[1];
- орден Красной Звезды (26.10.1955)[1];
- медаль «За боевые заслуги» (15.12.1950);
- другие медали.